# Neue Sachlichkeit (Kunst)

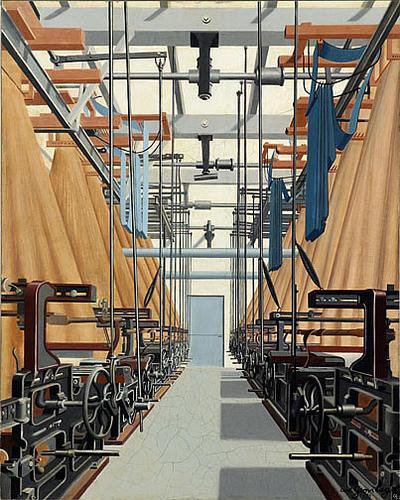
Carl Grossberg: Jacquard-Weberei, 1934

Mit Neuer Sachlichkeit bezeichnet man die Rückbesinnung auf die Welt des Sichtbaren. Sie begann unmittelbar nach dem Ersten Weltkrieg zugleich mit der Hinwendung vieler Künstler zu sozialkritischen Bildthemen (George Grosz, Otto Dix, Christian Schad, Lotte Laserstein u. v. a.). Sie etablierte sich als eine führende Kunstrichtung der Weimarer Republik. Der Zeitrahmen wird gemeinhin mit dieser gleichgesetzt.

## Bedeutung und Geschichte

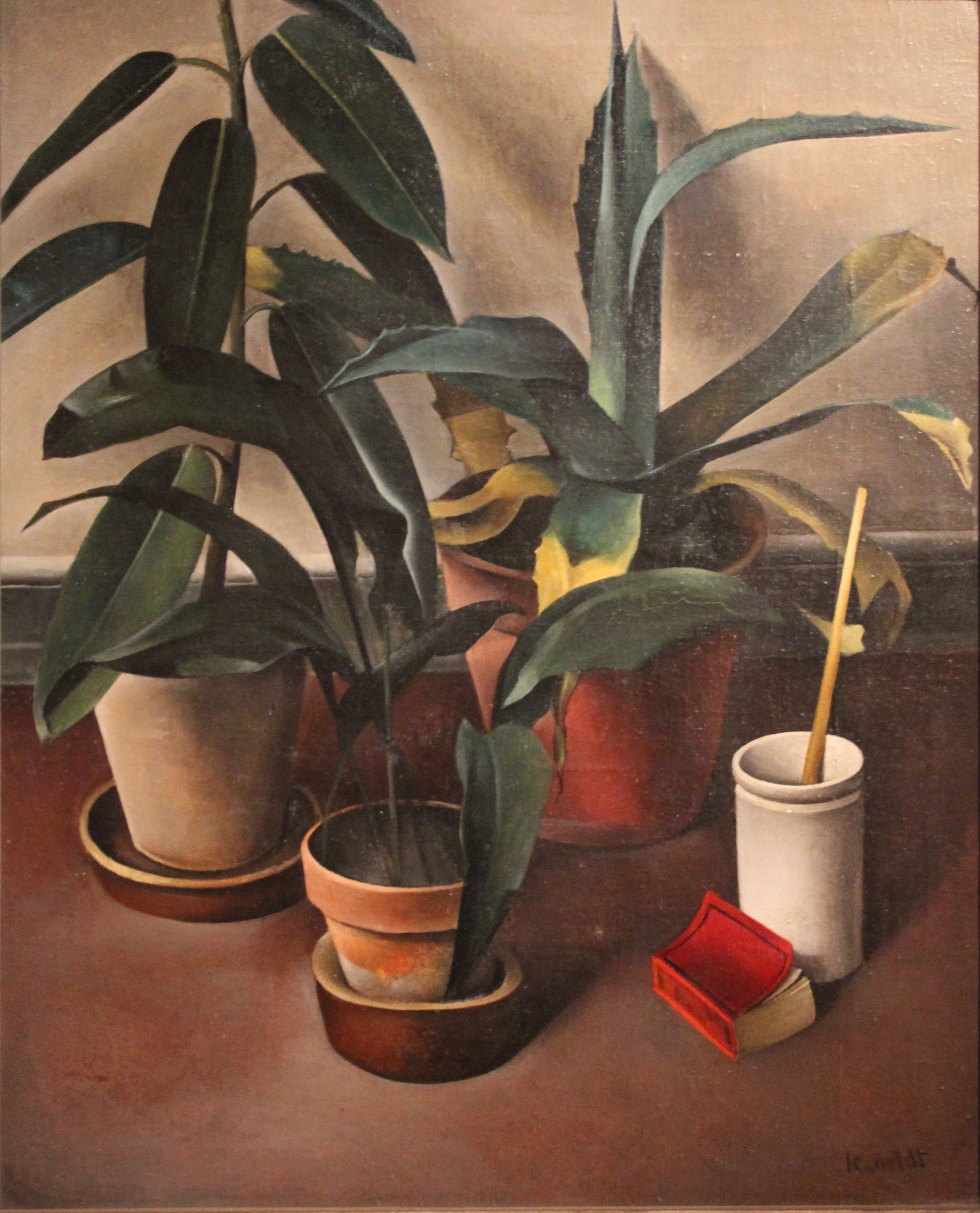
Alexander Kanoldt: Stillleben I / Blumentöpfe, 1926

Die Neue Sachlichkeit war eine prägende Stilrichtung im Deutschen Reich der Zwischenkriegszeit mit führenden Vertretern wie George Grosz, Otto Dix, Carl Grossberg, Alexander Kanoldt, Karl Hubbuch, Franz Radziwill, Christian Schad, Georg Scholz und Georg Schrimpf. Sie beschränkte sich nicht nur auf Deutschland, sondern entfaltete sich auch in Österreich (Sergius Pauser, Rudolf Wacker), in der Schweiz (Niklaus Stöcklin, François Barraud) und den Niederlanden (Pyke Koch). Nach dem Ersten Weltkrieg und unter dem Einfluss gravierender gesellschaftspolitischer Umbrüche, die in der Weimarer Republik mündeten, entwickelte sich unter dem Einfluss der italienischen Pittura metafisica die Neue Sachlichkeit als eine Kunst, die nach den Aufbrüchen und Utopien der Avantgarde im Sinne einer Desillusionierung wieder zum Gegenstand, zum Alltagsobjekt, einem klaren Bildkonzept und einer objektivierenden Darstellungsweise zurückgefunden hat. Wie in Deutschland dominierte seit Mitte der 1920er Jahre in vielen Ländern der Eindruck, dass sich Stilrichtungen wie Expressionismus, Kubismus oder Dadaismus zu einem subjektivistischen „Manierismus des Gegenstandslosen“ entwickelt hatten und damit uninteressant und gesellschaftsfern geworden waren. Der bereits während des Ersten Weltkriegs in Frankreich laut gewordene „Ruf nach Ordnung“ (Retour à l’ordre; Return to order) leitete auch in der Kunst eine erneute Rückbesinnung auf nicht nur subjektive Ordnungsprinzipien und künstlerische Traditionen (z. B. Anti-Idealismus, Realismus, Naturalismus) ein.
Unter dem Programm gewordenen Ausstellungstitel „Neue Sachlichkeit. Deutsche Malerei seit dem Expressionismus“ fasste Gustav Friedrich Hartlaub, Leiter der Kunsthalle Mannheim, 1925 die führenden Vertreter – einschließlich des eine Sonderrolle einnehmenden Max Beckmann – in einer Wanderausstellung zusammen. Die stark beachtete Schau mit „nach-expressionistischer“ Kunst brachte unterschiedliche Künstlerpersönlichkeiten auf einen Nenner. Ausgehend von der Vorstellung einer krisenhaften Gegenwart unterteilte Hartlaub die Neue Sachlichkeit in einen veristisch-gesellschaftskritischen Flügel und einen eher klassisch-konservativen Flügel, die im Sinne einer Kritik- und Fluchttendenz auf die als Krise wahrgenommene Umbruchszeit seismographisch reagierten.

## Kunst zwischen gesellschaftlicher Stabilität und Melancholie?
Die Nüchternheit dieser Kunstrichtung bei beispielsweise Carl Grossberg und Alexander Kanoldt wurde in Bezug gesetzt zu den gefestigten gesellschaftlichen Verhältnissen Mitte der 1920er Jahre und den vorherrschenden kulturellen und technischen Werten. „So heißt es bei Ursula Horn (1972), dass die Neue Sachlichkeit, indem sie das Dinghafte, Statische und Nüchterne hervorhebe, Züge der technizistischen Grundhaltung des modernen Managertums und Ingenieurwesens reflektiere, eine Sicht der Realität, wie sie der kapitalistischen Rationalisierung entspräche.“ Die Bilder wirken deshalb so technisch, weil jede Emotion als unsachlich galt. Man bemühte sich um die größtmögliche Reduktion. Der Bezug zu den Schriften des 1920 in München gestorbenen Soziologen und Ökonomen Max Weber und seinem Thema Rationalisierung ist unverkennbar: Die Neue Sachlichkeit ist Ausdruck der Effektivierung und Stabilisierung der kapitalistischen Massenproduktion, die mit besitzbürgerlichen Vorstellungen von Individualität und Gemütlichkeit bricht und zur Depersonalisierung der gestalterischen und künstlerischen Ausdrucksformen beiträgt.
Der französische Kulturhistoriker Jean Clair analysierte die Neue Sachlichkeit als Ausdrucksform der Melancholie der Zwischenkriegszeit und widersprach damit der gängigen Lehrmeinung. Die Sonderexistenz, das Schwierige, das Melancholische dieser Künstler rückte in den Blickpunkt. Avantgarde – oder Tradition? Der Soziologe und Philosoph Karl Mannheim, der sich zwischen 1922 und 1925 bei dem Bruder Max Webers, dem Kultursoziologen Alfred Weber habilitierte, ist durch den von ihm geprägten Terminus der Freischwebenden Intelligenz schon als ein früher Gradmesser einer ganz anderen Deutung wichtig.
Beate Reese hat den Versuch Jean Clairs, die Neue Sachlichkeit an die Tradition des Saturnischen und an Albrecht Dürers Thema der Melancholie und seinen Meisterstich Melencolia I anzubinden, überhaupt historisch zu verorten, durch eine Fülle von Quellen und Dokumenten belegt und ausgebaut. Dieser ganz andere Ansatz ist bis heute indes wenig rezipiert worden.

## Das Jahr 1925: Kunst und ihre Perspektive

Plakat von Karl Bertsch zur Ausstellung von 1925 in Mannheim

1925 war ein entscheidendes Jahr für die Kunst der Neuen Sachlichkeit. 1925 erschien aber auch Franz Rohs Publikation Nachexpressionismus. Magischer Realismus. Der Terminus Nachexpressionismus konnte sich nicht durchsetzen. In der noch jungen Weimarer Republik errangen vor allem die wegweisenden Vertreter des Expressionismus wie Erich Heckel, Karl Schmidt-Rottluff oder Max Pechstein hohe Anerkennung. Von einer Ablösung des Expressionismus durch die Neue Sachlichkeit kann somit nicht gesprochen werden. Vielmehr entwickelte sich die Neue Sachlichkeit eher zeitgleich mit einem gemäßigten Expressionismus und der Bauhaus-Avantgarde. Auch aufgrund weitgehend fehlender unterstützender Strukturen war ihr nur eine kurze öffentliche Resonanz beschieden: Bereits gegen 1930 mehrten sich die Angriffe seitens der nationalsozialistischen und auch der kommunistischen Partei gegen die Neue Sachlichkeit.
Die Mannheimer Ausstellung war die einzige große Schau zur Neuen Sachlichkeit in Deutschland. Es gab noch eine weitere große 1929 im Stedelijk Museum Amsterdam (Tentoonstelling van de Onafhankelijken, mit 'Inzending Duitsche „Neue Sachlichkeit“ (Berlin, Breslau, Dresden, Hannover, Karlsruhe, Köln, Oldenburg, Paris)'), auf der auch Carl Grossberg, Otto Dix, Franz Radziwill, George Grosz, Karl Hubbuch, Christian Schad und Wilhelm Lachnit vertreten waren.
Eine Ausstellung zum Thema Die Hinwendung der Neuen Sachlichkeit zu einer neuen Romantik: Deutsche romantische Malerei der Gegenwart fand 1932 im Schwörhaus-Museum der Stadthalle Ulm statt.
Weitere Ausstellungen wurden veranstaltet von der Kunsthalle Mannheim 1932/1933 unter dem Titel Beschauliche Sachlichkeit (Wanderausstellung) und von der Kestner-Gesellschaft Hannover 1933 zum Thema Neue deutsche Romantik.

## Das Heterogene der Neuen Sachlichkeit
Von der künstlerischen Herkunft und der jeweiligen Werkentwicklung her sind die unter dem Terminus Neue Sachlichkeit summierten Künstler äußerst heterogen. Vielfach um 1890 geboren, standen einige Vertreter der Neuen Sachlichkeit während und unmittelbar nach dem Ersten Weltkrieg zunächst dem Expressionismus und Dadaismus nahe (Otto Dix, Grosz, Franz Radziwill, Christian Schad, Gert H. Wollheim). Andere wiederum konnten ein akademisches Studium (Georg Scholz) oder eine solide Berufsausbildung beispielsweise als Dekorationsmaler (Walter Schulz-Matan) vorweisen, wiederum andere waren erklärte Autodidakten (Georg Schrimpf). Bis auf die hannoverschen Neusachlichen um Bernhard Dörries und die Kölner Progressiven um Heinrich Hoerle sind keine Gruppenbildungen mit einem Programm nachweisbar. Dennoch lassen sich durchaus Schwerpunkte im Südwesten Deutschlands (Georg Scholz, Wilhelm Schnarrenberger, Karl Hubbuch), in München, im Rheinland (Anton Räderscheidt), in Berlin und Norddeutschland mit Bezügen zu regionalen Kunsttraditionen ausmachen. Bindeglieder sind auch Schüler- und Lehrereinflüsse sowie lose Beziehungen zwischen Künstlern und ihren jeweiligen Wirkungsorten. Daneben gab es eine Anzahl von Einzelgängern wie Albert Aereboe und Gottfried Brockmann. Beziehungen zum Weimarer Bauhaus weist beispielsweise Carl Grossberg auf.

## Themen der Neuen Sachlichkeit
Charakteristisch für die Neue Sachlichkeit ist die Wiederaufnahme der Gattungsmalerei und das Ausloten der jeweiligen Gattungsgrenzen. Porträt, Landschaft, Stadtansicht (Vedute) und vor allem das Stillleben nehmen einen hohen Anteil an der Kunstproduktion ein, dem sich in besonderer Weise Kristina Heide gewidmet hat. Überlieferte Bildtypen wie das Fensterbild oder das Atelierinterieur werden aufgenommen und umgedeutet, auch im Hinblick auf die Reflexion der künstlerischen Existenz in der modernen Gesellschaft. Eine große Rolle spielt die Aktmalerei. Bislang nicht als kunstwürdig erachtete Motive wurden in die Malerei einbezogen: Litfaßsäule und Reklameschilder sowie neue Technologien, die wie Glühbirne, Grammophon, Radioapparat und Fabrikarchitektur die Umwelt und den Alltag bestimmten. Das Changieren zwischen Zeitnähe und Weltferne, Traditionsbewusstsein und Modernität, Melancholie und Fortschrittsglauben zeichnet die Kunst der Neuen Sachlichkeit in besonderem Maße aus.

## Kritik an der Neuen Sachlichkeit – Erfolgsgeschichte nach 1945
Über die Kritik am sowie die Anpassungsstrategien einzelner Vertreter an den Nationalsozialismus ist erst in jüngerer Zeit ausführlicher geforscht worden (Olaf Peters, Beate Reese, James A. v. Dyke).
Dem Versuch einiger Künstler (Karl Hubbuch, Franz Radziwill), nach dem Ende des Nationalsozialismus die Neue Sachlichkeit weiter zu führen sowie frühere und verschollene Bilder neu zu malen (Franz Radziwill), war kein Erfolg beschieden. Erst mit dem Aufkommen der Pop Art und eines neuen Realismus wurde in den 1960er Jahren die Neue Sachlichkeit vor allem von dem italienischen Kunsthändler Emilio Bertonati (1934–1981) wiederentdeckt.
1969 erschien das Standardwerk von Wieland Schmied Neue Sachlichkeit und Magischer Realismus in Deutschland 1918–1933.
Die erste deutsche Ausstellung nach 1945 zum Thema Neue Sachlichkeit fand 1961 im Berliner Haus am Waldsee statt. Sie zeigte Werke von Erich Wegner und Otto Möller. usw.
In den 1960er Jahren setzten auch die ersten Bemühungen der Kunsthalle Mannheim mit ihren Direktoren Walter Passarge, Heinz Fuchs um ihre herausragende Tradition der Neuen Sachlichkeit in ihrem Haus ein. Man könnte von einem ersten Remake sprechen. Bis heute hält diese Aktivität der Kunsthalle an. Hier ist also nicht nur auf die Ausstellungs-, sondern auch auf die Sammlungsgeschichte hinzuweisen. 1994 erfolgte eine erste Aufarbeitung (Forschung) der Entstehungsgeschichte der Ausstellung von 1925 durch Manfred Fath und Hans-Jürgen Buderer. (Siehe hierzu auch Anmerkung 8.) 1994 gab es die erste Aufarbeitung (Forschung) der Sammlung und Sammlungsgeschichte der Kunsthalle Mannheim durch Karoline Hille.
Die Neue Sachlichkeit gehört zum festen Bestandteil des Ausstellungsbetriebs weltweit. Mit vielen Ausstellungen, Analysen der Kunstgeschichte und in Kunstzeitschriften versucht man bis heute dem Phänomen Neue Sachlichkeit näher zu kommen.
Die Kunst nach dem Ersten Weltkrieg ist in der Städtischen Galerie im Lenbachhaus in München durch eine Auswahl bedeutender Werke der Neuen Sachlichkeit vertreten, die paradigmatisch für die Kunst und Kulturpolitik der 1920er und 1930er Jahre stehen. Die historischen Brüche und Verwerfungen sind beispielhaft repräsentiert durch Hauptwerke wie Georg Schrimpfs Porträt Oskar Maria Graf (1918), Rudolf Schlichters Bildnis von Bertolt Brecht (um 1926), Operation (1929) von Christian Schad, Josef Scharls Gefallener Soldat (1932), und Franz Radziwills Der U-Boot-Krieg / Der totale Krieg / Verlorene Erde (um 1938/39 bis 1960).

## Strömungen
Die Neue Sachlichkeit wird meist in drei separate Strömungen unterteilt: den Verismus, Klassizismus und den Magischen Realismus.

### Verismus
Im Verismus gestaltet sich die Neue Sachlichkeit als eine politische Kunst, die sich kritisch mit der Gesellschaft der Weimarer Republik auseinandersetzt und sich mit sozialistischen und kommunistischen Zielen solidarisierte. Aber auch auf die entgegengesetzte Richtung, die Entwicklung einiger Künstler aus der Neuen Sachlichkeit in Richtung Nationalsozialismus, wird von Kunsthistorikern hingewiesen. Beispiele dafür sind in Österreich Sergius Pauser und Ernst Nepo.
Die wichtigsten Vertreter der Neuen Sachlichkeit waren Otto Dix, August Wilhelm Dressler, Albert Birkle, Christian Schad, George Grosz, Conrad Felixmüller, Bernhard Kretzschmar, Georg Schrimpf, Karl Hubbuch, Wilhelm Schnarrenberger, Rudolf Schlichter, und Karl Rössing. Die Veristen entwickelten einen der bekanntesten Topoi der Neuen Sachlichkeit in der Gestalt inhaltlich provokanter Darstellungen, häufig bis ins Groteske übersteigert, mittels altmeisterlicher Techniken.

### Klassizismus
Die Entstehung der Neuen Sachlichkeit mit ihrem Rückgriff auf traditionelle Techniken und Malweisen gab auch einer politisch weniger interessierten Gruppe von Malern Raum, die sich formal von einer post-futuristischen Künstlergruppe um die italienische Zeitschrift Valori Plastici (unter anderem Giorgio de Chirico) beeinflussen ließ. Ihre wichtigsten Vertreter waren Georg Schrimpf, Rudolf Dischinger und Alexander Kanoldt, mit ihrem akademischen Stil gelten sie als die Idylliker der Weimarer Republik.

### Magischer Realismus
Die Unterteilung der Neuen Sachlichkeit in Veristen und Klassizisten nahm bereits Gustav Friedrich Hartlaub bei der „Taufe“ vor. Den Begriff Magischer Realismus hingegen führte Franz Roh ein. Anfangs noch konkurrierend zum Oberbegriff verwendet, wird damit heute eine dritte Strömung bezeichnet, die sich als eine Brücke zum Surrealismus verstehen lässt. Der bekannteste Vertreter des „Magischen Realismus“ ist Franz Radziwill, weitere Vertreter sind Richard Oelze, Carl Grossberg, Herbert Böttger.

### Verwandte Strömungen in den USA
Edward Hopper und Grant Wood (mit American Gothic, 1930) sind die bekanntesten Vertreter ähnlicher Strömungen in den USA.

## Bildende Künstler der Neuen Sachlichkeit
- Alo Altripp
- Robert Angerhofer
- Christian Arnold
- Aimé Barraud
- François Barraud
- Albert Birkle
- Herbert Böttger
- Jakob Bräckle
- Max Brüning
- Heinrich Maria Davringhausen
- Adolf Dietrich
- Erna Dinklage
- Rudolf Dischinger
- Otto Dix
- Dodo Wolff
- August Wilhelm Dressler
- Adolf Erbslöh
- Conrad Felixmüller
- Ernst Fritsch
- Hein Gorny
- Otto Griebel
- Carl Grossberg
- Curt Großpietsch
- George Grosz
- Eduard Gubler
- Elsa Haensgen-Dingkuhn
- Rudolf W. Heinisch
- Wilhelm Heise
- August Heitmüller
- Christian Hess
- Gussy Hippold-Ahnert
- Karl Hubbuch
- Karl Otto Hy
- Egon Itta
- Hella Jacobs
- Grethe Jürgens
- Paul Kälberer
- Alexander Kanoldt
- Hanns Ludwig Katz
- Franz Klemmer
- Hans Kraft
- Heinrich Kralik von Meyrswalden (Maler)
- Bernhard Kretzschmar
- Lotte Laserstein
- Konrad Adolf Lattner
- Franz Lenk
- Franz Lerch
- Elfriede Lohse-Wächtler
- Karl Friedrich Lippmann
- Léo Maillet
- Jeanne Mammen
- Josef Mangold
- Carlo Mense
- Hans Mertens
- Erwin Müller
- Hanna Nagel
- Valentin Nagel
- Kay Heinrich Nebel
- Hans Nowak
- Otto Nückel
- Felix Nussbaum
- Gerta Overbeck
- Sergius Pauser
- Werner Peiner
- Curt Querner
- Franz Radziwill
- Anton Räderscheidt
- Anita Rée
- Albert Renger-Patzsch
- Karl Rössing
- August Sander
- Christian Schad
- Otto Rudolf Schatz
- Harald Schaub
- Rudolf Schlichter
- Wilhelm Schmid
- Wilhelm Schnarrenberger
- Georg Scholz
- Werner Schramm
- Liselotte Schramm-Heckmann
- Georg Schrimpf
- Walter Schulz-Matan
- Franz Sedlacek
- Franz Sikora
- Herbert Spangenberg
- Niklaus Stoecklin
- Hermann Tiebert
- Ernst Thoms
- Max Unold
- Rudolf Wacker
- Josef Wedewer
- Erich Wegner
- Kurt Weinhold
- Ludwig Weninger
- Paul Westerfrölke
- Gustav Wunderwald